# 岡津町
岡津町（おかつちょう）は、神奈川県横浜市泉区の地名。「丁目」の設定のない単独町名である。住居表示未実施区域。

## 地理
横浜市泉区の北東部に位置し、北に緑園、西に新橋町、南西に西が岡と桂坂、南に領家、南東に戸塚区上矢部町、東に戸塚区名瀬町と接している。

### 字
観音谷、本耕地、金堀谷、島田谷、田向、五輪田、領家谷、竹ノ鼻、西田耕地、脇ノ谷、大谷、関谷、菩提塚、鷹匠町、宮ノ谷、中村、清治ケ谷、東田谷、稲荷谷

### 地価
住宅地の地価は、2024年（令和6年）1月1日の公示地価によれば、岡津町字清治ケ谷2802番7の地点で21万6000円/m²となっている。

## 歴史

### 沿革
- 1889年（明治22年）4月1日 - 町村制の施行により、鎌倉郡中川村が成立。神奈川県鎌倉郡中川村大字岡津となる。
- 1939年（昭和14年）4月1日 - 横浜市に編入。横浜市戸塚区岡津町となる[8]。
- 1969年（昭和44年）10月1日 - 戸塚区の再編成に伴い、新たに横浜市戸塚区岡津町となる[9]。
- 1979年（昭和54年）6月26日 - 土地区画整理事業（柏）[10]に伴い、旭区大池町の一部を編入し、旭区柏町との境界を変更する[11]。
- 1980年（昭和55年）1月26日 - 土地区画整理事業（新橋）[10]に伴い、岡津町の一部を新設された弥生台へ編入する[12]。
- 1986年（昭和61年）4月6日 - 土地区画整理事業（中川第一）[10]に伴い、岡津町の一部を新設された池の谷、緑園一丁目〜七丁目へ編入する[13]。
- 1986年（昭和61年）11月3日 - 町界町名地番整理事業に伴い、岡津町の一部を上矢部町に編入し、住居表示の実施（泉区岡津南部地区）[14]に伴い、岡津町の一部から白百合一丁目〜三丁目を新設し、中田町との境界を変更する。また、戸塚区を再編し、泉区を新設。横浜市泉区岡津町となる[15]。
- 1988年（昭和63年）1月10日 - 土地区画整理事業（西田）[10]に伴い、岡津町の一部から西が岡一丁目〜三丁目を新設、岡津町の一部を中田町、弥生台へ編入、新橋町との境界を変更する[16]。土地区画整理事業（領家）[10]に伴い、岡津町の一部から領家一丁目〜四丁目を新設する[16]。
- 1995年（平成7年）6月6日 - 土地区画整理事業（西田第二）[10]に伴い、岡津町の一部から桂坂を新設し、岡津町の一部を西が岡一丁目へ編入する[17]。
- 1995年（平成7年）11月20日 - 住居表示の実施（泉区中田・岡津第一次地区）[18]に伴い、岡津町の一部を中田東四丁目、西が岡三丁目へ編入する[17]。
- 1996年（平成8年）1月13日 -  土地区画整理事業（宮古）[10]に伴い、新橋町との境界を変更する[17]。
- 1996年（平成8年）10月21日 - 住居表示の実施（泉区中田・岡津第二次地区）[18]に伴い、岡津町の一部を中田北三丁目へ編入する[17]。

## 世帯数と人口
2025年（令和7年）6月30日現在（横浜市発表）の世帯数と人口は以下の通りである。
| 町丁   | 世帯数    | 人口     |
| ------ | --------- | -------- |
| 岡津町 | 5,100世帯 | 11,403人 |

### 人口の変遷
国勢調査による人口の推移。
| 年                 | 人口   |
| ------------------ | ------ |
| 1995年（平成7年）  | 8,332  |
| 2000年（平成12年） | 9,526  |
| 2005年（平成17年） | 10,872 |
| 2010年（平成22年） | 11,356 |
| 2015年（平成27年） | 11,427 |
| 2020年（令和2年）  | 11,623 |

### 世帯数の変遷
国勢調査による世帯数の推移。
| 年                 | 世帯数 |
| ------------------ | ------ |
| 1995年（平成7年）  | 2,718  |
| 2000年（平成12年） | 3,239  |
| 2005年（平成17年） | 3,740  |
| 2010年（平成22年） | 4,020  |
| 2015年（平成27年） | 4,160  |
| 2020年（令和2年）  | 4,426  |

## 学区
市立小・中学校に通う場合、学区は以下の通りとなる（2024年11月時点）。
| 番・番地等 | 小学校                   | 中学校                   |
| --- | ------------------------ | ------------------------ |
| 110〜116番地、122〜131番地、140〜296番地 299〜339番地、353番地 355番地の2〜359番地、595番地、597番地 599〜603番地、1239番地の2〜終り、1250番地の1 1250番地の3〜1254番地、1263番地〜1268番地の2 1268番地の4〜1269番地の1、1269番地の4〜1270番地の1 1270番地の4〜1271番地の1、1271番地の4〜1273番地の1 1273番地の3〜1708番地の1、1708番地の3〜1711番地の1 1711番地の3〜1712番地の2、1712番地の5〜終り 1713〜1757番地、2019番地、2026番地 2033番地、2041番地〜2777番地の9 2777番地の11〜2790番地の1、2790番地の9 2790番地の11〜14、2790番地の18〜20 2791〜2795番地、2797〜2801番地 2803〜2805番地、2809〜2830番地、2834〜3012番地 3014〜4111番地 | 横浜市立岡津小学校       | 横浜市立岡津中学校       |
| 1273番地の2、1708番地の2 1711番地の2、1712番地の3〜4 | 横浜市立岡津小学校       | 横浜市立領家中学校       |
| 73番地の8〜12、82番地の4 651〜662番地、666〜682番地、687〜689番地 974〜975番地、1005〜1028番地 1033〜1050番地、1052〜1056番地 1061〜1073番地、1075〜1077番地 1079〜1081番地、1219〜1228番地 1241番地、1245番地 | 横浜市立西が岡小学校     | 横浜市立領家中学校       |
| 71番地の4・59、73番地の2・3 74番地、75番地の3〜6、96番地の2 | 横浜市立上矢部小学校     | 横浜市立領家中学校       |
| 1番地〜71番地の3、71番地の5〜58 71番地の60〜73番地の1、73番地の4〜7・13〜終り 75番地の1・2、75番地の7〜82番地の3 82番地の5〜96番地の1、96番地の3〜109番地 117〜121番地、132〜139番地 | 横浜市立上矢部小学校     | 横浜市立岡津中学校       |
| 2777番地の10、2790番地の2〜8・10・15〜17 2796番地、2802番地 2806〜2808番地、2831〜2833番地、3013番地 | 横浜市立緑園義務教育学校 | 横浜市立緑園義務教育学校 |

## 事業所
2021年（令和3年）現在の経済センサス調査による事業所数と従業員数は以下の通りである。
| 町丁   | 事業所数  | 従業員数 |
| ------ | --------- | -------- |
| 岡津町 | 183事業所 | 1,995人  |

### 事業者数の変遷
経済センサスによる事業所数の推移。
| 年                 | 事業者数 |
| ------------------ | -------- |
| 2016年（平成28年） | 176      |
| 2021年（令和3年）  | 183      |

### 従業員数の変遷
経済センサスによる従業員数の推移。
| 年                 | 従業員数 |
| ------------------ | -------- |
| 2016年（平成28年） | 1,684    |
| 2021年（令和3年）  | 1,995    |

## 交通
町内に鉄道駅はない。町内を通過する神奈川県道401号瀬谷柏尾線を路線バスが通過しており、町内にバス停留所もいくつか設置されている。バスの起終点となる鉄道駅は相模鉄道（相鉄）本線の三ツ境駅（横浜市旭区）、同鉄道のいずみ野線の弥生台駅（同市泉区）、JRの戸塚駅（同市戸塚区）など。

## 施設
- 神奈川県立横浜緑園総合高等学校 - 神奈川県立岡津高等学校と神奈川県立和泉高等学校を統合して2008年に開校。
- 横浜市立岡津小学校
- 横浜市立岡津中学校
- 西林寺
- 普光寺

## 史跡
- 岡津城・岡津陣屋

## その他

### 日本郵便
- 郵便番号 : 245-0003[3]（集配局：横浜泉郵便局[28]）

### 警察
町内の警察の管轄区域は以下の通りである。
| 番・番地等 | 警察署   | 交番・駐在所     |
| ---------- | -------- | ---------------- |
| 一部       | 泉警察署 | 弥生台駅前交番   |
| 一部       | 泉警察署 | 緑園都市駅前交番 |